# 半裸茎黄堇
半裸茎黄堇（学名：Corydalis potaninii）为罂粟科紫堇属下的一个种。

## 扩展阅读
- 維基物種上的相關：半裸茎黄堇